# کلاس عملکردی نیها
نیها(به انگلیسی: NYHA) از سرنام New York Heart Association Functional Classification که در ایران به نام کلاس عملکردی نیز شناخته می‌شود٬ یک سیستم ساده برای تشخیص بیماری در حوزهٔ نارسایی قلب است. این سیستم بیمار را بر طبق اظهارات وی در هنگام مصاحبه‌پزشکی یا نشانه‌های قابل مشاهده از نظر تعداد تنفس٬ محدودیت در انجام فعالیت بدنی و شکایت بیمار از درد مانند درد آنژین٬ در چهار گروه مختلف از رده‌بندی نیها قرار می‌دهد. مثلاً بیماری که در کلاس یک قرار می‌گیرد دارای نشانه‌خاص نیست ولی مشکل قلبی دارد.

## جدول نیها
رده‌بندی طبق سیتم نی‌ها یا کلاس عملکردی:
| کلاس نیها | سمپتوم یا نشانه‌های مشاهده شونده |
| --------- | --- |
| I         | بیمار فاقد سمپتوم و نشانه بوده و محدودیتی در فعالیت فیزیکی ندارد(مثال: در بالا رفتن از پله دچار مشکل تنفسی نمی‌شود).                                                    |
| II        | نشانه‌های خفیف مانند آنژین(درد سینه) و مشکل در تنفس به صورت خفیف پس از انجام یک فعالیت بدنی.                                                                            |
| III       | نشانه‌های معنی دار مانند مشکل تنفس و درد سینه حتی در هنگام فعالیت خفیف بدنی درحالیکه زمان استراحت بیمار مشکلی ندارد.                                                    |
| IV        | نشانه‌شدید. در بیمار نشانه‌ها شدید و حتی در حال استراحت هم دیده می‌شود. قرار گرفتن در این کلاس در مورد بیمارانی که در حال استراحت مطلق هستند یک اخطار جدی پذیرفته می‌گردد. |

## کلاس CCS
کلاس رده‌بندی جامعه قلب کانادا نیز جدول مشابهی با اندکی تفاوت دارد که تنها به صورت یک نمونه آمده‌است:
- رده   I: آنژین(درد در سینه) فقط در طول فعالیت طولانی
- رده  II: آنژین و درد در هنگام فعالیت سنگین بدنی
- رده III: درد و ناراحتی در طول روز و اعمال روزمره
- رده IV: عدم توانایی در هر نوع فعالیت مختصر بعلت درد در سینه